# Scoutlöftet
Sedan Scouting for Boys publicerades för första gången 1908, har scouter runt om i världen avlagt scoutlöftet för att visa att de aktivt vill leva upp till scoutrörelsens ideal, och att de vill följa scoutlagen. Den exakta formuleringen av scoutlöftet (eller eden) och scoutlagen har varierat något genom tiderna och från land till land. Några nationella organisationers löften tas upp längre ned. Även om de flesta scoutorganisationer använder sig av ordet löfte så finns det några få organisationer som, likt Boy Scouts of America, använder ordet ed istället. Vanligtvis gör scouterna scouthälsningen då de avlägger scoutlöftet.

## Ursprunglig text från 1908
I sin ursprungliga bok om pojkscouting introducerade Baden-Powell scoutlöftet som följer:
| ” | Innan han blir en scout, måste en pojke avlägga scoutens ed, således: Jag lovar på min heder att--- 1. Jag ska göra min plikt gentemot Gud och Konungen. 2. Jag ska göra mitt bästa för att hjälpa andra, oavsett vad det kostar mig. 3. Jag kan scoutlagen, och skall följa den. Då scouten avlägger eden ska han stå upp, hålla sin högra hand i axelhöjd, handflatan framåt, tummen vilandes på lillfingernageln och de andra fingrarna raka, pekande uppåt:--- Detta är scoutens hälsning och hemliga tecken. | ” |

## World Organization of the Scout Movements krav
Utformningen av löftet har varierat något genom tiden och från land till land, men måste ändå uppfylla de krav som World Organization of the Scout Movement (WOSM) har för att en nationell scoutorganisation ska tillåtas medlemskap. Tillsammans med klargörande av scoutlagen, fastslår WOSM:s konstitution:
| ” | Artikel II, paragraf 2: "Följsamhet av löfte och lag" Alla medlemmar av scoutrörelsen skall avlägga ett scoutlöfte och följa en scoutlag som, på ett språk passande kulturen och allmänheten i var nationell medlemsorganisation och godkänt av Världsorganisationen, återspeglar principerna Plikt gentemot Gud, Plikt gentemot andra och Plikt gentemot sig själv, och inspirerade av löftet och lagen som tillkommit genom scoutrörelsens grundare med följande termer: Scoutlöftet Jag lovar på min heder att jag ska göra mitt bästa— Att göra min plikt gentemot Gud och Kungen (eller till Gud och mitt land) Att alltid hjälpa andra människor Att följa scoutlagen. | ” |

För att ge plats år olika religioner inom scouting kan "Gud" syfta till en högre makt, och är därför inte specifikt inriktad på en Gud inom de monoteistiska religionerna. WOSM:s konstitution förklarar "Plikt gentemot Gud" med "följsamhet till andliga principer, lojalitet till religionen som uttrycker dem och plikter som kommer av dem."
World Association of Girl Guides and Girl Scouts (WAGGGS), som är WOSM:s systerorganisation, uttrycker detta med samma ord som WOSM i sin konstitution (Del I, Artikel 2: Ursprungligt Löfte), och följer samma riktlinjer.

### Alternativa löften
Även om WOSM:s konstitution kräver att löftet ska innehålla en referens till Plikt gentemot Gud, tilläts sex länder (Belgien, Tjeckoslovakien, Frankrike, Luxemburg, Nederländerna, och Finland) under 1920-talet att använda sig av ett alternativt löfte, utan referens till Gud. Två av dessa länder erbjuder fortfarande det här alternativa löftet (Nederländerna och Tjeckien), medan de andra har övergett det. WOSM uppgav 1932 att inga fler undantag skulle ges och har uttryckt en förhoppning om att de få återstående länderna ska sluta använda löftet som saknar en referens till Plikt gentemot Gud.
De israeliska scouterna har, trots att de grundades 1919/1920 och anslöts till WOSM 1951 och WAGGGS 1963, inget uppenbart likställt löfte till 'plikt gentemot Gud' i sitt löfte.

## Scouting utanför WOSM
Scoutsektioner som följer den traditionella scoutrörelsen, som exempelvis 
Baden-Powell Scouts inom World Federation of Independent Scouts (WFIS), använder ett flertal löften, däribland det ovannämnda ursprungliga scoutlöftet med referens till Gud. Men några, exempelvis 1st Tarrant Scout Group i Fort Worth, Texas, använder sig av en blandning av det ursprungliga löftet och det så kallade "Outlander Promise" som, "enligt traditionen", skrevs av Baden-Powell för scouter som var tvungna att utelämna referensen till Gud eller en monark.

## Nationella löften för pojk- och flickscoutorganisationer
Många av nedanstående löften är översättningar från den specifika organisationens modersmål och översättningar av samma ord kan variera från person till person. Kursivt skriven text är löftet på originalspråket, översättningen är skrivet med vanlig text.

### Australien

#### Scouts Australia
On my honour

I promise that I will do my best

To do my duty to my God, and

To (the Queen of) Australia

To help other people, and

To live by the Scout Law
På min heder

lovar jag att jag ska göra mitt bästa

att göra min plikt mot Gud, och

till (drottningen av) Australien

att hjälpa andra, och

att leva efter scoutlagen
- Omnämnande av drottningen kan ibland utelämnas

#### Guides Australia
I promise that I will do my best:

to do my duty to God, to serve the Queen and my country;

to help other people; and

to keep the Guide Law.
Jag lovar att jag ska göra mitt bästa:

att göra min plikt mot Gud, att tjäna drottningen och mitt land;

att hjälpa andra; och

att hålla scoutlagen.

### Bangladesh

#### Bangladeshs scouter
På min heder lovar jag att, jag ska göra mitt bästa för att göra min tjänst

- Gentemot Gud och mitt land,

- Att alltid hjälpa andra människor och

- Att lyda scoutlagen.

### Belgien

#### FOS Open Scouting
Jag lovar, på min heder, att försöka:

Att vara lojal mot ett högre ideal, vår grupp och demokrati

Att lyda scoutlagen
 
Att hjälpa till där det finns möjlighet

#### Europascouts en Gidsen - België
Jag lovar, på hedersord,

Med Guds nåd och efter bästa förmåga,

Att tjäna Gud, kyrka, kung, land och Europa,

Att hjälpa mina medmänniskor under alla förhållanden,

Att lyda scouternas lag.

### Brasilien

#### União dos Escoteiros do Brasil
Prometo pela minha honra

Fazer o melhor possivel para cumprir os meus deveres

Para com Deus e minha Pátria

Ajudar ao próximo em toda e qualquer ocasião

E obedecer as leis escoteiras

Jag lovar, på min heder
 
Att efter bästa förmåga göra min plikt mot
 
Min Gud och mitt land,
 
Hjälpa andra då tillfälle ges,

Och leva efter scoutlagen.

#### Federação de Bandeirantes do Brasil
Jag lovar, på hedersord, att göra mitt för att:

Vara lojal mot Gud och mitt land,

Hjälpa andra i vid varje tillfälle och

Följa scoutlagen.

### Chile

#### Asociación de Guías y Scouts de Chile
Por mi honor prometo

hacer todo cuanto de mí dependa

para cumplir mis deberes con Dios y la Patria,

ayudar al prójimo en toda circunstancia

y vivir fielmente la ley scout.
Jag lovar på min heder

Att göra allt jag kan för att göra min plikt mot Gud och Moderlandet,

Att alltid hjälpa andra

Och att trofast leva efter scoutlagen.

### Costa Rica

#### Asociación de Guías y Scouts de Costa Rica
Por mi honor y con la ayuda de Dios,

prometo hacer todo lo posible por cumplir mis deberes para con Dios y la patria,

ayudar al projimo en toda circunstancia,

y cumplir fielmente la Ley Guía y Scout.
Genom min heder och med Guds hjälp,

Lovar jag att göra allt i min makt för att följa mina skyldigheter gentemot Gud och mitt moderland

hjälpa min nästa i alla lägen,

och lojalt följa scouternas lag

### Finland

#### Suomen Partiolaiset - Finlands Scouter
Tahdon rakastaa Jumalaani ja lähimmäistäni,

isänmaatani ja ihmiskuntaa

toteuttaen elämässäni partioihanteita.
Jag vill älska min Gud, mitt land och mänskligheten, vara andra till hjälp och följa scoutidealen i mitt liv.

### Frankrike
På grund av det stora antalet scoutorganisationer i Frankrike finns det inget allmänt scoutlöfte för hela landet.

#### Scouts de France
Med Guds, och hela min patrulls hjälp, är jag redo att leva enligt scouternas världsvida lag.

#### Éclaireuses et Éclaireurs Israélites de France
Jag åtar mig att leva efter EEIF:s lag.

#### Association des Guides et Scouts d'Europe
På min heder, med Guds nåd, åtar jag mig:
- Att tjäna min Gud, Kyrkan, mitt moderland och Europa.
- Att i alla lägen hjälpa min nästa.
- Att observera scoutlagen.

#### Scouts unitaires de France
På min heder, med Guds nåd, åtar jag mig:
- Att tjäna min Gud, Kyrkan, mitt moderland och Europa.
- Att i alla lägen hjälpa min nästa.
- Att hålla scoutlagen.

### Grekland

#### Soma Hellinon Proskopon
På min heder, lovar jag 

Att göra min plikt mot Gud och mitt land, 

Att i alla lägen hjälpa andra, 

Och att följa scoutlagen.

### Hongkong

#### Hongkongs scoutförbund
我願以信譽為誓，竭盡所能；

對神明，對國家，盡責任;

對別人，要幫助；

對規律，必遵行
På min heder, lovar jag att jag ska göra mitt bästa

att göra min plikt mot Gud och mitt land

att hjälpa andra människor

och att hålla scoutlagen

#### Hongkongs flickscoutsförbund
Jag lovar att göra mitt bästa

att vara ärlig mot mig själv, min Gud/tro*, och mitt land,

att hjälpa andra, och

att hålla scoutlagen
*välj antingen ordet Gud eller tro

### Indien

#### Bharats scoutförbund
På min heder, lovar jag att jag ska göra mitt bästa
 
att göra min plikt mot min Dharma* och mitt land
 
att hjälpa andra människor och att lyda scoutlagen
*Ordet "Dharma" kan bytas ut mot Gud om så önskas.

### Indonesien

#### Gerakan Pramuka
På min heder, lovar jag att
- Fullfölja mina plikter gentemot Guden, gentemot republiken Indonesien, och att lyda Pancasila
- Hjälpa andra människor och involvera mig i att bygga upp samhället
- Lyda scoutlagen

### Irland

#### Gasóga na hÉireann
```
(Löftet kan avläggas både på 
engelska
 och 
iriska
, den iriska versionen är inte en direktöversättning, för att det ska flyta på bättre. Nedanstående variant är den engelska.)
```

Scouts (11 till 15 år) & Sea Scouts (11 till 17 år)
On my honour I promise that I will do my best,
To do my duty to God,
To serve my community,
To help other people and to live by the Scout Law.
På min heder lovar jag att jag ska göra mitt bästa,
Att göra min plikt mot Gud*,
Att tjäna mitt samhälle,
Att hjälpa andra människor och att leva efter scoutlagen.
Beaver Scouts (6 till 8 år) har en mycket förenklad version av löftet:
I promise to do my best;
To be a good Beaver Scout,
To love God, and to love one another.
Jag lovar att göra mitt bästa;
Att vara en duktig bäverscout,
Att älska Gud, och att älska min nästa.
Macaoimh (8 till 10 år) har ännu ingen officiell variant.
Venture Scouts (16 till 21 år):
On my honour I promise that I will do my best,
To do my duty to God,
To develop my talents,
To serve my community,
To help other people and to live by the Scout Law.
På min heder lovar jag att jag ska göra mitt bästa,
Att göra min plikt mot Gud*,
Att utveckla mina talanger,
Att tjäna mitt samhälle,
Att hjälpa andra människor och att leva efter scoutlagen.
Scouters (scoutledare)
On my honour I promise that I will do my best,
To do my duty to God,
To serve my community,
To help other people and to live by the Scout Law,
And by thought, word and deed, to be a positive influence to young people in Scouting.
På min heder lovar jag att jag ska göra mitt bästa,
Att göra min plikt mot Gud*,
Att tjäna mitt samhälle,
Att hjälpa andra och att leva efter scoutlagen,
Och genom tanke, ord och gärning, ha ett positivt inflytande på unga människor inom scouting.
*Referensen av Gud, inom irländska scoutrörelsens löften, kan ersättas med: 
To further my understanding and acceptance of a Spiritual Reality,
Att vidareutveckla min förståelse och acceptans av en andligt verklighet,

### Island

#### Bandalag íslenskra skáta
På min heder ska jag göra mitt bästa:

Att göra min plikt mot Gud och mitt land

Att hjälpa andra, och

Att lyda scoutlagen.

### Israel

#### Hitachdut Hatsofim Ve Hatsofot Be Israel
Jag lovar att göra mitt bästa
 
att fullfölja mina plikter gentemot mitt folk,

mitt land och min mark,
 
att ständigt hjälpa andra
 
och att följa scoutlagen.

### Italien

#### Associazione Guide e Scout Cattolici Italiani
Con l’aiuto di Dio, prometto sul mio onore di fare del mio meglio:

per compiere il mio dovere verso Dio e verso il mio Paese,

per aiutare gli altri in ogni circostanza,

per osservare la Legge scout.
Med Guds hjälp, lovar jag på min heder att göra mitt bästa

att göra min plikt gentemot Gud och mitt land

att under alla omständigheter hjälpa andra

och att följa scoutlagen.

#### Corpo Nazionale Giovani Esploratori Italiani
Prometto sul mio onore di fare del mio meglio per:

compiere il mio dovere verso Dio, la Patria, la famiglia;

agire sempre con disinteresse e lealtà;

osservare la Legge scout.
Jag lovar på min heder att göra mitt bästa

att göra min plikt mot Gud, landet och familjen;

att alltid handla osjälviskt och lojalt

att följa scoutlagen

### Japan

#### Japans scoutförbund
Jag svär på min heder att upprätthålla följande tre principer:
1. Att agera med tillit till Gud (Buddha)* och mitt land, och upprätthålla scoutlagen.
2. Att alltid hjälpa människor.
3. Att stärka min kropp, att lugna mitt sinne, och att öva mina dygder.

#### Japans flickscouter
Jag lovar att:

Att göra min plikte gentemot Gud (Buddha)*:

Vara ansvarsfullt gentemot mitt samhälle,

Mitt land och världen;
Försöka vara hjälpsam mot andra människor;

och leva efter flickscoutlagen
*Gud (Buddha) heter på japanska Kami (Hotoke)

### Kanada

#### Scouts Canada
On my honour,

I promise that I will do my best, 

To do my Duty to God and the Queen,

To help other people at all times,

And to carry out the spirit of the Scout Law
På min heder,

lovar jag att jag ska göra mitt bästa,

att göra min plikt mot Gud och drottningen,

att ständigt hjälpa andra,

och att genomföra andemeningen av scoutlagen.

#### Girl Guides of Canada/Guides du Canada
I promise to do my best,

To be true to myself, my God/faith and Canada;

I will help others,

And accept the Guiding Law.
Jag lovar att göra mitt bästa,

att vara sann mot mig själv, min Gud/tro* och Kanada;

jag ska hjälpa andra,

och accepterar scoutlagen.
*Man väljer antingen ordet Gud eller ordet tro, beroende på sin personliga övertygelse.

### Malaysia

#### Persekutuan Pengakap Malaysia
Bahawa dengan sesungguhnya saya berjanji dan bersetia, yang saya dengan seberapa daya upaya, akan:
1. taat kepada Tuhan, Raja dan Negara
2. menolong orang pada setiap masa
3. menurut undang-undang pengakap

På min heder lovar jag att jag ska göra mitt bästa,
1. att göra min plikt mot Gud, Kung och Land
2. att alltid hjälpa andra
3. att lyda scoutlagarna

#### Persatuan Pandu Puteri Malaysia
På min heder lovar jag att göra mitt bästa
1. mot Gud, Kung, och mitt land Malaysia
2. att alltid hjälpa människor
3. att lyda scoutlagarna.

### Nederländerna

#### Scouting Nederland
Ik beloof mijn best te doen

(met de hulp van God)

een goede Scout te zijn,

bewust het goede te zoeken en te bevorderen,

iedereen te helpen waar ik kan

en me te houden aan de Scouts-wet.

Jullie kunnen op me rekenen.
Jag lovar att göra mitt bästa

```
(med Guds hjälp)
```

att vara en duktigt scout

att medvetet söka efter och uppmuntra det goda,

att hjälpa till där jag kan

och att leva efter scoutens lag.

Du kan räkna med mig.
- Omnämnandet av Gud är frivilligt i Nederländerna. Se introduktionen ovan för förklaring.[8]

### Nya Zeeland

#### Scouting New Zealand
On my honour,

I promise to do my best,

To do my duty to my God,

To the Queen and my Country,

To help other people,

And to live by the Scout Law.
På min heder,

Lovar jag att göra mitt bästa,

Att göra min plikt gentemot min Gud,

Mot Drottningen och mitt Land,

Att hjälpa andra,

Och att leva efter scoutlagen.

#### Guides New Zealand
I promise, with the help of my God,

to be true to myself,

to do my best to help my country,

and to live by the Guide Law
Jag lovar, med hjälp av min Gud,

att vara sann mot migsjälv,

att göra mitt bästa för att hjälpa mitt land,

och att leva efter scoutlagen

### Norge

#### Norges Speiderforbund
Jeg lover etter beste evne å være åpen for Gud,

hjelpe andre og leve etter speiderloven.
Jag lovar att göra mitt bästa för att vara öppen mot Gud,

hjälpa andra och leva enligt scoutlagen.
Alternativt:

Jeg lover etter beste evne å tjene Gud,

hjelpe andre og leve etter speiderloven.
Jag lovar att göra mitt bästa för att tjäna Gud,

hjälpa andra och leva enligt scoutlagen.

### Portugal

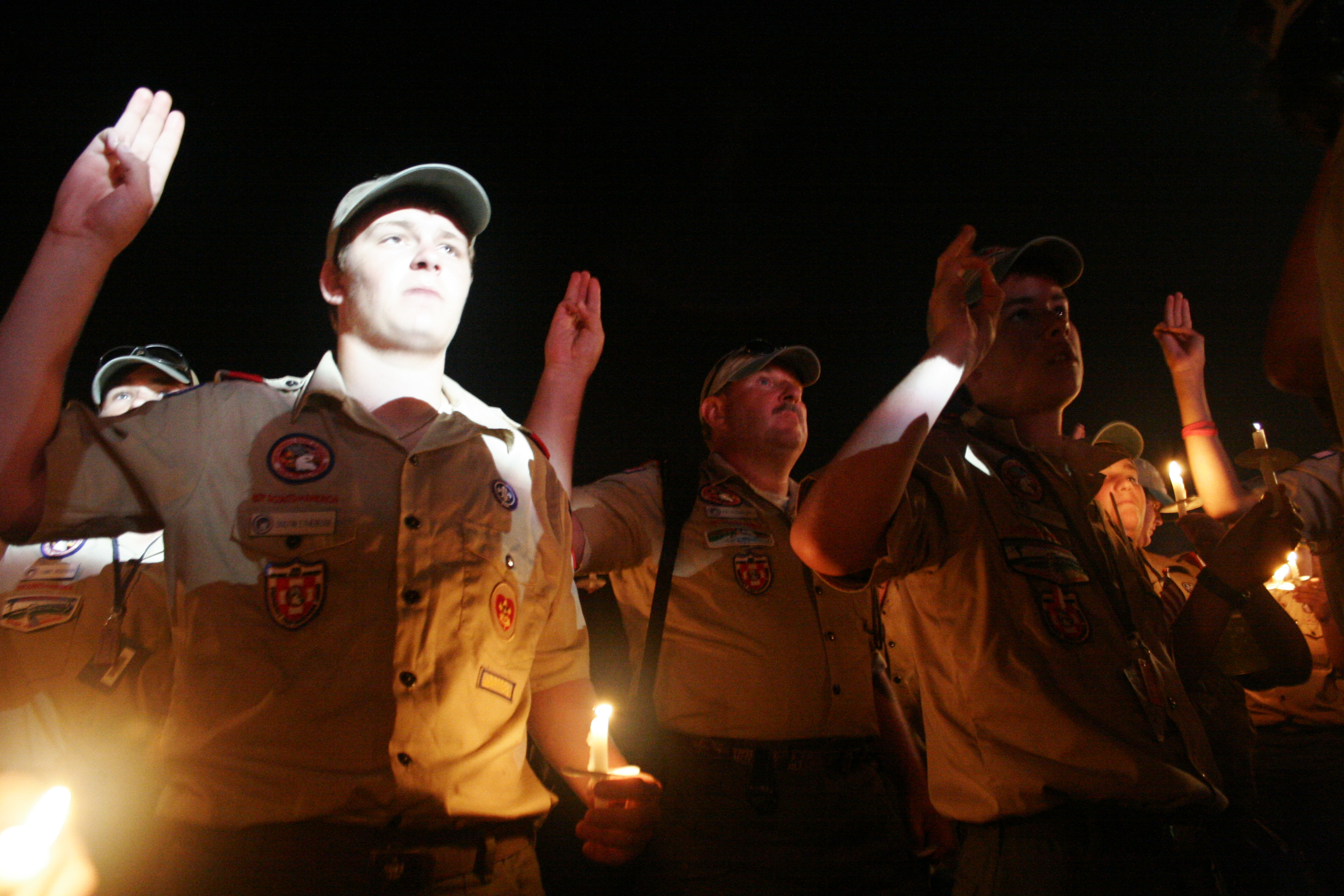
Portugisiska scouter som bekräftar scoutlöftet under en nationell jamboree 2006

#### Associação dos Escoteiros de Portugal
På min heder lovar jag att göra mitt bästa

att genomföra mina plikter gentemot min tro och mitt land

att i alla situationer hjälpa min medmänniska,

och att leva enligt scoutlagen.

### Polen

#### Związek Harcerstwa Polskiego
Jag lovar att jag ska göra mitt bästa

att tjäna Gud och Polen

att hjälpa andra människor,

vara trogen mot scoutlagen.

### Singapore

#### Singapore Scout Association
On My honour, I promise that I will do my best;

To do my duty to God, and to the Republic of Singapore,

To help other people;

And to keep the Scout Law.
På min heder lovar jag att jag ska göra mitt bästa;

Att göra min plikt mot Gud, och mot republiken Singapore,

Att hjälpa andra,

Och att hålla scoutlagen.

#### Girl Guides Singapore
I promise to do my best,

To do my duty to God,

To serve my country

and help other people,

and to keep the Guide Law.
Jag lovar att jag ska göra mitt bästa,

Att göra min plikt mot Gud,

Att tjäna mitt land

och hjälpa andra människor,

och att hålla scoutlagen.

### Sri Lanka

#### Sri Lankas scoutförbund
På min heder lovar jag att göra mitt bästa,
 
att göra min plikt gentemot min religion och mitt land,
 
att ständigt hjälpa andra
 
och att följa scoutlagen.

### Storbritannien

#### The Scout Association
Löftet som avläggs av alla medlemmar av The Scout Association som är över 10 år är som följer:
On my honour, I promise that I will do my best,
To do my duty to God and to the Queen,
To help other people,
And to keep the Scout Law.
På min heder, lovar jag att göra mitt bästa,
Att göra min plikt mot Gud och mot drottningen,
Att hjälpa andra människor,
Och att hålla scoutlagen.
Beaver Scouts (6 till 8 år) har en mycket föreklad variant av löftet:
I promise to do my best,
To be kind and helpful,
and to love God.
Jag lovar att jag ska göra mitt bästa,
Att vara snäll och hjälpsam,
och att älska Gud.
Cub Scouts (8 till 10 år) använder en version som är ganska likt originalet:
I promise that I will do my best,
to do my duty to God and to the Queen,
to help other people
and to keep the Cub Scout Law.
Jag lovar att jag ska göra mitt bästa,
Att göra min plikt mot Gud och mot drottningen,
Att hjälpa andra människor,
Och att hålla Cub Scout-lagen.

### Sverige

#### Svenska Scoutrådet[9]
Ursprunglig lydelse: Jag lovar att efter bästa förmåga göra min plikt mot Gud och fosterlandet, hjälpa andra, lyda scoutlagen. 

Nuvarande lydelse (sedan 1970): Jag lovar att efter bästa förmåga följa scoutlagen.

### Schweiz

#### Pfadibewegung Schweiz
Med er hjälp och gladeligen lovar jag att göra mitt bästa:

eller

Med Guds hjälp, med er hjälp och gladeligen lovar jag att göra mitt bästa:
- Att i detalj studera scoutlagens värderingar
- Att söka efter meningen med mitt liv
- Att vara engagerad i det samhälle jag lever

### Sydafrika

#### South African Scout Association
On my honour, I promise that I will do my best -

To do my duty to God, and my Country;

To help other people at all times;

To obey the Scout Law.
På min heder, lovar jag att jag ska göra mitt bästa -

Att göra min plikt gentemot Gud, och mitt land;

Att ständigt hjälpa andra;

Att lyda scoutlagen.

#### Girl Guide Association of South Africa
I promise to do my best

To do my duty to my God

And to my country

To help other people

And to keep the Guide Law
Jag lovar att göra mitt bästa

Att göra min plikt gentemot min Gud

Och mot mitt land

Att hjälpa andra

Och att hålla scoutlagen

### Taiwan (Republiken Kina)

#### Hanyu Pinyin
Jag önskar ansluta mig till Hanyu Pinyin, och på min heder,

Lovar jag att jag ska lyda scoutlagen,

och att jag hela mitt liv ska göra mitt bästa.

Att göra min plikt gentemot Gud, vara vänlig mot människorna och

bli en rättfärdig kinesisk medborgare.

Att hjälpa andra och tjäna samhället i alla situationer,

Att sträva efter att bli rik på kunskap, perfekt i karaktär, och frisk i kropp.

### Thailand

#### The National Scout Organization of Thailand
På min heder lovar jag
 
att jag ska vara lojal mot Nationen,
 
Religionen och Kungen;
 
ständigt hjälpa andra;
 
och följa scoutlagen.

### Tjeckien

#### Junák - svaz skautů a skautek ČR
Slibuji na svou čest, jak dovedu nejlépe:

sloužit nejvyšší Pravdě a Lásce věrně v každé době,

plnit povinnosti vlastní a zachovávat zákony skautské,

duší i tělem být připraven pomáhat vlastni i bližním.

(K tomu mi dopomáhej Bůh!)
På min heder lovar jag att jag ska göra mitt bästa:
 
att tjäna den högsta Sanningen och älska troget i alla situationer,
 
att uppfylla mina egna plikter och följa scoutlagarna,
 
att vara redo att hjälpa mitt land och min nästa med hela min själ och kropp.

```
(Må Gud hjälpa mig göra det!)
```

- Omnämnandet av Gud är frivilligt i Tjeckien. Se introduktionen ovan för förklaring.

### Turkiet

#### Türkiye İzcilik Federasyonu
På min heder, kommer jag att lova,

Att göra mina plikter mot Gud och mitt land,

Att ständigt hjälpa andra

Att lyda scoutingens lagar,

Att vara fysiskt stark, mentalt vaken och varliskt stark.

### Tyskland
På grund av det stora antalet olika scoutförbund i Tyskland så finns det inget allmänt scoutlöfte. För detaljer om de individuella löftena, se Scouting i Tyskland.

### Uganda

#### The Uganda Scouts Association
On My honour, I promise that I will do my best;

To do my duty to God, and my Country,

To help other people at all times;

To obey the Scout Law.
På min heder, lovar jag att jag ska göra mitt bästa;

Att göra min plikt mot Gud, och mitt Land,

Att ständigt hjälpa andra;

Att följa scoutlagen.

### Ungern

#### Magyar Cserkészszövetség
Jag, … lovar att jag lojalt ska göra mina plikter
 
mot Gud, mitt Land och min medmänniska. 

Jag ska göra mitt bästa för att hjälpa andra.

Jag kan scoutlagen och skall alltid följa den.

### USA

#### Boy Scouts of America
On my honor, I will do my best

To do my duty to God and my country

And to obey the Scout Law;

To help other people at all times;

To keep myself physically strong, mentally awake, and morally straight.
På min heder, ska jag göra mitt bästa

Att göra min plikt mot Gud och mitt land

Och att lyda scoutlagen;

Att ständigt hjälpa andra;

Att hålla mig själv fysiskt stark, mentalt vaken, och moraliskt rakt.

#### Girl Scouts of the USA
On my honor, I will try:

To serve God and my country,

To help people at all times,

And to live by the Girl Scout Law.
På min heder, ska jag försöka:

Att tjäna Gud* och mitt land,

Att ständigt hjälpa andra,

Och att leva efter scoutlagen

#### Cub Scouts
I, (your name), promise

to DO MY BEST

To do my DUTY to GOD

And my Country

To HELP other people, and

To OBEY the LAW of the Pack
Jag, (ditt namn), lovar

att GÖRA MITT BÄSTA

Att göra min PLIKT mot GUD

Och mitt Land

Att HJÄLPA andra människor, och

Att LYDA flockens LAG.
* Ordet "Gud" kan tolkas på flera sätt, beroende på ens personliga tro. När man reciterar flickscoutlöftet, är det okej att ersätta ordet "Gud" men vilket ord din personliga tro företräder.

### Österrike

#### Pfadfinder und Pfadfinderinnen Österreichs
Ich verspreche bei meiner Ehre,

dass ich mein Bestens tun will,

Gott und meinem Vaterland zu dienen,

meinen Mitmenschen zu helfen

und nach unseren Gesetzen zu leben
Jag lovar på min heder

Att göra mitt bästa

Att tjänsa Gud och mitt land

Att hjälpa mina medmänniskor

Och att leva enligt vår lag.